# 미래를 위해 함께
미래를 위해 함께(Insieme per il futuro 인시에메 페르 일 푸투로[*], Ipf)은 이탈리아 의회의 교섭단체로서 2022년 6월 21일 하원에서 미래를 위해 함께 - 중도 민주(Ipf-CD)의 이름으로, 상원에서는 6월 29일에  조직되었다. 본 단체는 오성운동의 대표인 주세페 콘테와 오랫동안 충돌했던 루이지 디 마이오 외교부 장관의 주도로 오성운동에서 나오며 설립됐다.

## 역사
본 단체는 공식적으로 2022년 6월 21일, 오성운동 소속 51명의 하원의원이 설립했으며, 그 다음날 10명의 혼합 단체 미등록 상원의원도 참가했다. 키아라 마리아 젬마, 다니엘라 론디넬리 유럽의회의원 또한 동참했다. 지지자 중에는 오성운동의 주요 인물을 비롯하여 드라기 내각의 인사 또한 있는데, 차관 직에 있는 다닐로 디 스테파노, 라우라 카스텔리, 안나 마치나, 다닐라 네시, 피에르파올로 실레리와 프란테스코 두바 하원 재무보안위원, 빈첸초 스파다포라 전장관이 있다.
이번 불화의 원인으로는 디 바이오에 따르면, 2022년 1월에 대통령 선거 협상을 다뤘던 전 총리의 방식을 비판하며 오성운동의 리더십에 이의를 제기하였으나, 우크라이나 사태와 행정부 지지에 대한 콘테의 방침이 애매모호하고 반대서양주의적이라고 판단된 것이 원인이었다 하였다.
6월 24일, 비타 마르틴칠리오는 콘테와의 면담 후 오성운동으로 복귀했으며, 같은날 루차 아촐리나 전 장관은 미래를 위해 함께에 들어왔다.
6월 27일, 2014년과 2019년 아브루초 주지사 선거에 출마했던 사라 마르코치 아브루초 주의회의원이 Ipf에 가입했다. 6월 28일에 캄파니아 주의회에서는 3석을 보유한 의회단체가 되었다.